# Sherbrooke (North Dakota)
Sherbrooke is een spookstad in Steele County in de Amerikaanse staat North Dakota.

## Geschiedenis
Sherbrooke werd vernoemd naar de stad Sherbrooke in Quebec (Canada), die zelf werd vernoemd naar John Coape Sherbrooke, gouverneur van Canada van 1816 tot 1818.
De stad werd gesticht in 1884 en van 1885 tot 1919 was het de hoofdplaats van Steele County. Op 28 juni 1918 stemden de inwoners van de county over het verplaatsen van de bestuurszetel van de county naar "some other more convenient place" (een andere, geschiktere plaats), omdat Sherbrooke geen spoorweg, noch een behoorlijke verbinding over water had. Finley werd gekozen, en ondanks protest werd de zetel in 1919 daadwerkelijk overgeplaatst.
De plattegrond van Sherbrooke heeft een dambordpatroon en het "Sherbrooke House Hotel" was het belangrijkste gebouw. President William McKinley verbleef hier in 1896.